# Джаред Даймънд
Джаред Мейсън Дайъмънд (на английски: Jared Mason Diamond) е американски еволюционен биолог, физиолог и биогеограф. Известен е с книгата си, спечелила награда Пулицър „Пушки, вируси и стомана“ (Guns, Germs and Steel) (1998), която изследва географските, културни, природни и технологични фактори, които са довели до доминиращата позиция на Европейската култура в света.

## Биография
Джаред Дайъмънд е роден на 10 септември 1937 година в Бостън, Масачузетс, САЩ, в еврейско семейство имигранти от Източна Европа. Баща му е лекар, а майка му – учителка, музикантка и филоложка. През 1958 г. получава бакалавърска степен от Харвард и докторска степен по физиология и биофизика от Тринити колидж през 1961. От 1966 г. е професор по физиология в Медицинския факултет на Калифорнийския университет в Лос Анджелис (UCLA).
Още преди да навърши 30 години той прави и втора паралелна кариера в областта на екологията и орнитологията в Нова Гвинея и ръководи няколко експедиции в Нова Гвинея и близките острови. След 50-ата си година Дайъмънд постепенно прави трета кариера в областта на историята на околната среда и става професор по география в UCLA (сегашната му позиция).

## Научна дейност
Дайъмънд е известен като автор на няколко популярни книги, които съчетават антропология, биология, лингвистика, генетика и история. Въпреки че Дайъмънд е заклет противник на генетичните аргументи за расовите различия, сред неговите ранни работи има статия със заглавие „Етнически различия: Вариация в големината на човешките тестиси“, в която той изследва корелациите между възможните расови различия в големината на тестикулите и хормоналните нива и твърди, че големината на тестикулите и хормоналните нива са най-високи сред населението на Африка и най-ниски в Източна Азия с населенията, съставени от представители на бялата раса помежду им.
В книгата си „Collapse: How Societies Choose to Fail or Succeed“ (2004) Дайъмънд изследва какво е предизвикало загиването на някои от великите цивилизации от миналото и разсъждава какво може да научи съвременното общество от техните съдби. Книгата е препоръчвана от политолога Евгений Дайнов за всеки, който се занимава с предприемачество и рискува да жертва природната среда в своите проекти.
Даймънд говори множество чужди езици. Той е член на Американското философско дружество, Американската академия за изкуства и науки и Национална академия на науките на САЩ. Също така е регионален директор на WWF за САЩ.

## Награди и отличия
- 1998 – наградата Пулицър за „Пушки, вируси и стомана“
- 1998 – Международна награда Cosmos
- 1999 – Национален медал за наука на САЩ
- 2005 – Почетен член на Тринити Колидж, Кеймбридж, Англия
- 2008 – Доктор хонорис кауза от Католическия университет в Льовен, Белгия и др.

### Монографии
- The Third Chimpanzee: The Evolution and Future of the Human Animal (1992) (ISBN 0-06-098403-1)
- Why Is Sex Fun?: The Evolution of Human Sexuality (1997) (ISBN 0-465-03126-9)
- Guns, Germs, and Steel: The Fates of Human Societies (1997) (ISBN 0-393-31755-2)
Пушки, вируси и стомана: Какво определя съдбините на човешките общества. Превод от английски Юлиян Антонов, София: Изток-Запад, 2006, 624 с. (ISBN 954-321-262-7)
- Guns, Germs, and Steel Reader's Companion (2003) (ISBN 1-58663-863-7)
- Collapse: How Societies Choose to Fail or Succeed (2004) (ISBN 0-670-03337-5)
Колапсът: Човешките общества между успеха и провала. Превод от английски Юлиян Антонов, София: Изток-Запад, 2007, 776 с. (ISBN 978-954-321-347-4).[6]
- The Third Chimpanzee: The Evolution and Future of the Human Animal (P.S.) (2006) (ISBN 0-06-084550-3)
- The World Until Yesterday: What Can We Learn from Traditional Societies? (2012) (ISBN 0-670-02481-3)
Светът преди вчера: Какво можем да научим от традиционните общества?. Превод от английски Венцислав К. Венков, София: Изток-Запад, 2013, 672 с. (ISBN 978-619-152-338-2)
- Upheaval: Turning Points for Nations in Crisis (2019) (ISBN 978-0-316-40913-1)
Катаклизъм: Преломни моменти за държавите в криза. Превод от английски Елена Филипова, София: Изток-Запад, 2019. (ISBN 978-619-01-0492-6)

### Статии
- Curse and Blessing of the Ghetto (March 1991) Discover, pp. 60 – 65